# Камышлы (Уфимский район)
Камышлы (баш. Ҡамышлы) — деревня в Уфимском районе Башкортостана, входит в состав Булгаковского сельсовета. Согласно переписи 2020 года население составляло 952 человека.

## Географическое положение
Расстояние до:
- районного центра (Уфа): 33 км,
- центра сельсовета (Булгаково): 3 км,
- ближайшей ж/д станции (Уршак): 12 км.

## История
Деревня основана в 1779 году. Её первое название — Алмантаево, переименовали её в Камышлы в 1930-х годах.
В справочнике 1877 года было 2 деревни в 3-м стане по Оренбургскому тракту из г. Уфы с названием Камышлы: 1. Гординовка (Лидина, Камышлы). 2. Камышлы (Алмантаева). В первой проживали русские дворовые, помещичьи крестьяне, во второй, чувашские государственные крестьяне. Была почтовая станция.
Первая деревня была менее населенной, деревня исчислялась всего 5 дворами. Во второй насчитывалось 21 домашнее хозяйство.
В конце XVIII века в деревне насчитывалось 44 человека государственных крестьян, в начале XIX века — 42 души мужского пола и 44 двора. К концу XIX века жителей деревни было 316, а в 1920 году согласно переписи — 476 человек и 125 дворов. Испокон века основными жителями деревни были чуваши.
В справочнике 1926 года в Булгаковской волости Уфимского кантона указана одна деревня с названием Камышлы (Аймантаево).
По всей видимости, первая деревня исчезла после 1952 года. Возможно, жители первой переселились во вторую, поскольку расстояние между ними составляло 1 версту, либо жители не переселялись, а деревни расстроились и соединились.

## Население
| 1920 | 2002 | 2009 | 2010 |
| ---- | ---- | ---- | ---- |
| 476  | ↗669 | ↗730 | ↗758 |

Национальный состав
Согласно переписи 2002 года, преобладающие национальности — чуваши (54 %), русские (34 %).

## Учреждения и предприятия
- Колхоз «Заря» (ведет сельскохозяйственную деятельность, основные направления: растениеводство, животноводство). В 2013 году реорганизовано в ООО.
- Начальная школа.
- Детский сад (построен в 1993 году, в настоящее время не работает в связи с отсутствием финансирования).
- Фельдшерско-акушерский пункт.

## Религия
В селе есть православная церковь Табынской иконы Божией Матери.